# Massamá
Massamá est une ancienne freguesia de la municipalité de Sintra, dans le district de Lisbonne, au Portugal. Elle est incorporée depuis 2013 dans la nouvelle freguesia de Massamá e Monte Abraão.

## Personnalités liées
- Andreia Rodrigues (née en 1984), présentatrice de télévision y est née